# Tetraria macowaniana
Tetraria macowaniana är en halvgräsart som beskrevs av Brian Laurence Burtt. Tetraria macowaniana ingår i släktet Tetraria och familjen halvgräs. Inga underarter finns listade i Catalogue of Life.